# Julia Grabher
Julia Grabher (født 2. juli 1996 i Dornbirn, Østrig) er en professionel tennisspiller fra Østrig.